# Trúc Pháp Lan

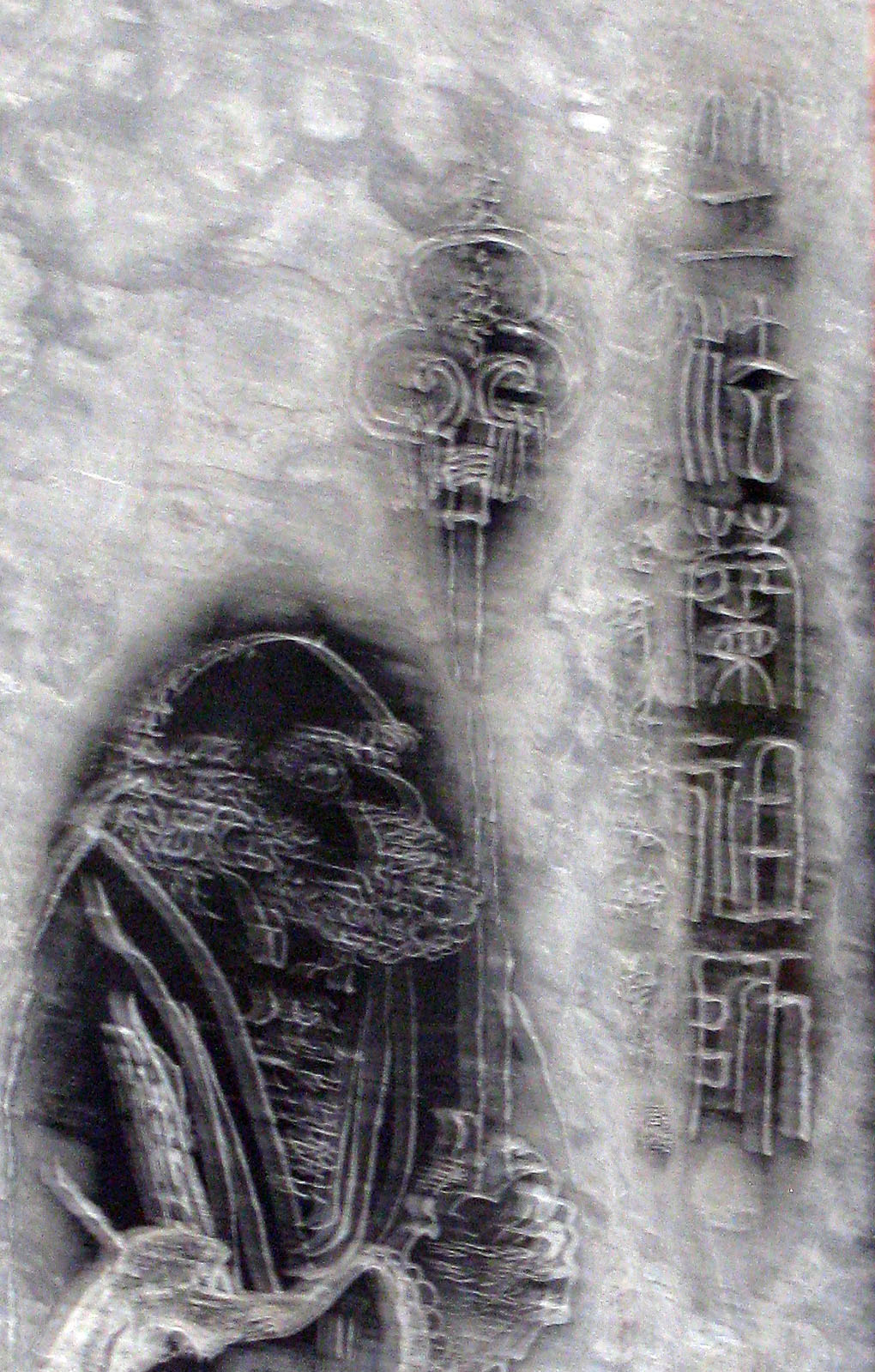
Mộ đá Trúc Pháp Lan trong Chùa Bạch Mã

Dharmaratna hoặc Gobharana (?–?), thường được biết tên chuyển nghĩa là Trúc Pháp Lan (竺法蘭), là một cao tăng Phật giáo Ấn Độ, người có công truyền bá Phật pháp vào Trung Quốc.
Trúc Pháp Lan là người miền Trung Ấn Độ, sớm nổi danh thông kinh luận mấy ngàn chương, làm thầy của các học giả ở Ấn Độ. Theo Huệ Kiểu đời Lương, trong tác phẩm Cao tăng truyện có ghi chép việc Hán Minh đế nằm mộng thấy người vàng, mới sai hơn 10 quan viên sang Thiên Trúc thỉnh Phật. Trên đường đi, sứ đoàn gặp 2 nhà sư Ca-diếp Ma-đằng và Trúc Pháp Lan đang tải kinh đi vào đất Hán, bèn hộ tống vào đất Hán. Khi đến Lạc Dương hai người cùng ở chung, chỉ một thời gian ngắn sau đó là thông thạo tiếng Hán. Hán Minh đế bèn xây dựng một ngôi tự viện tên là chùa Bạch Mã cho 2 vị sư làm nơi trú ngụ, dịch kinh và truyền pháp. Về sau, Lan mất ở Lạc Dương, thọ trên 60 tuổi.
Sư được cho là người đã dịch 5 bộ kinh gồm Thập địa đoạn kết, Phật bản sinh, Phật Hải tạng, Phật bản hạnh, Tứ thập nhị chương ra tiếng Hán. Do dời đô và gặp khấu loạn nên mất đi bốn bộ đầu, chỉ còn lại kinh Tứ thập nhị chương, kể ra hơn hai ngàn lời. Đất Hán còn giữ các kinh, nhưng chỉ có kinh này là sớm nhất.

## Sự tích
Tương truyền rằng Hán Vũ đế đào ở dưới đáy ao Côn Minh được tro mới hỏi Đông Phương Sóc. Sóc đáp không biết, có thể hỏi người Hồ ở Tây Vực lại. sau đó khi Trúc Pháp Lan đến, mọi người đem việc đó hỏi thì Lan nói: "Thế giới chấm dứt kiếp hỏa thiêu rụi, đó là tro của kiếp hỏa ấy vậy". Lời nói của Sóc có bằng cớ nên kẻ tin tưởng rất đông.